# Carolyn Darbyshire
Carolyn Darbyshire-McRorie (Arborg, 6 de diciembre de 1963) es una deportista canadiense que compitió en curling. Participó en los Juegos Olímpicos de Vancouver 2010, obteniendo una medalla de plata en la prueba femenina.

## Palmarés internacional
| Juegos Olímpicos | Juegos Olímpicos   | Juegos Olímpicos | Juegos Olímpicos |
| Año              | Lugar              | Medalla          | Prueba           |
| ---------------- | ------------------ | ---------------- | ---------------- |
| 2010             | Vancouver (Canadá) | Medalla de plata | Equipo           |